# Cerámica visigoda
Cerámica visigoda en España es el conjunto de producción alfarera registrada en la península ibérica entre los siglos V y VIII. Los restos conservados, en general toscos y escasos, hacen que los materiales se hayan asociado con el conjunto de cerámicas tardorromanas y altomedievales.

## Producción y características
La producción, decadente, de baja calidad y siguiendo modelos derivados de la cerámica romana, tenía fines domésticos y, en menor medida, funerarios. En conjunto puede describirse como alfarería tosca y mal cocida. Las piezas conservadas presentan tonos cremosos, rojizos o gris manchado de negro, con apenas decoración: diversos diseños de esgrafiado muy elemental, como distintos tipos de incisiones, verticales, en zig-zag o paralelas horizontales que circundan el perímetro de la pieza. Tampoco es sobresaliente la morfología: vasos esféricos, panzudos y de cuello corto similares a vasijas de la Edad del Hierro, jarras y jarritos (cuello estrecho, boca circular o lobulada, y una o dos asas sobre el cuerpo ovoide o cilíndrico) y algunos candiles y lucernas.

### Ladrillos pavimentales
El Museo Arqueológico Nacional conserva una cierta variedad de ejemplos del aspecto más interesante de la cerámica visigoda, los ladrillos para revestimientos de suelos o uso funerario (templos y sepulturas), ajenos a los modelos centroeuropeos tan presentes en la rica orfebrería visigoda, y cuya la estética sigue pautas norteafricanas, bizantinas o de la baja latinidad. La producción tiene como denominador común estar hecha con moldes y decoración en relieve o en hueco.
Para los suelos suelen ser piezas romboidales con decoración vegetal muy estilizada —como la que aún se conserva en la alfarería tradicional del Rif, en Marruecos— estampada en relieve o incisa. El conjunto de motivos, partiendo de círculos y rombos se distribuye en la pieza de forma radial. Los ladrillos se complementan con filetes o tiras estrechas rectangulares de extremos apuntados y un modesto adorno de líneas onduladas. Las piezas de revestimiento para uso funerario suelen ser rectangulares y estar decoradas con motivos de la simbología animal cristiana, aves (palomas o pavos rodeando una crátera), crismones y con menor frecuencia, figuras geométricas.